# On est venu là pour s'éclater
Pour plus de détails, voir Fiche technique et Distribution.
On est venu là pour s'éclater est un film français réalisé par Max Pécas et sorti en 1979.

## Fiche technique
- Titre : On est venu là pour s'éclater
- Titre original : Hot Dogs auf Ibiza
- Réalisation : Max Pécas
- Scénario :  Max Pécas, Claude Mulot et Didier Philippe-Gérard
- Photographie : Roger Fellous
- Son : Jean-Louis Ducarme et Jean-Paul Mugel
- Montage : Nicole Colombier
- Musique : Georges Garvarentz
- Sociétés de production : Geiselgasteig Film - Les Films du Griffon - Les Films Jacques Leitienne - Impexci - Liza Film
- Pays d'origine :  France -  Allemagne de l'Ouest
- Genre : Comédie
- Durée : 95 minutes
- Date de sortie : France - 26 septembre 1979

## Distribution
- Marco Perrin : Alfred Gomez
- Sylvain Chamarande : Cri-Cri
- Andrea Schmidt : Barbara Gomez
- Sandra Barry : Sylvie
- Olivia Dutron : Eve Gomez
- Gérard Croce : Maurice
- Daniel Derval : Gaby
- Alexandra Delli Colli : Alice
- Maurice Illouz : Rémy
- Venantino Venantini : Norbert
- Claus Obalski : Hans
- Ursula Buchfellner : Nelly
- Éric Legrand : Jean-Luc
- Leslie Thoms : Diana
- Patrick Alexandroni : le fils de Norbert
- Christina Davis : Claude
- Charles Varel : Zag
- Paul Bomart : Zig
- Francesca Dupechez : l'hôtesse de l'air